# IJspaard
IJspaard is een Nederlandse dramafilm uit 2014 geregisseerd en geschreven door Elan Gamaker. De film ging in juli 2014 in première.

## Verhaal
De film vertelt het verhaal van Johnny die ontwaakt uit een telkens terugkerende droom. In de droom heef Johnny samen met twee vrienden een wilde nacht waarbij ze per ongeluk de dood van een vreemd meisje veroorzaken. In plaats van dat de drie vrienden naar de politie zijn gegaan hebben ze haar op een afgelegen plek begraven.
De droom blijft iedere nacht bij Johnny terugkomen, het wordt uiteindelijk zo erg dat het dode meisje uit zijn dromen hem ook overdag achtervolgt.

## Rolverdeling
| acteur               | personage          |
| -------------------- | ------------------ |
| Juda Goslinga        | Johnny Mazzelaar   |
| Juliette van Ardenne | Suzanne            |
| Teun Kuilboer        | Teun               |
| Waldemar Torenstra   | Barry              |
| Fockeline Ouwerkerk  | Anna Van Geldrop   |
| Ko Zandvliet         | Jo                 |
| Sanne Vogel          | Niet Doen          |
| Wimie Wilhelm        | Sanne Maas         |
| Mohammed Azaay       | Max                |
| Justus van Oel       | Justus             |
| Lute Wilhelm         | Ruby               |
| Violet Culbo         | vrouw van Johnny   |
| Julia Gamaker        | dochter van Johnny |
| Yousry Kasdalla      | kok                |
| Stephanie Jellesma   | hondentrimmer      |
| Wagdy Farid          | restaurant manager |
| Nandy de Boer        | serveerster        |

## Achtergrond
Volgens producent Revolver Amsterdam is het de eerste volledige geïmproviseerde Nederlandse speelfilm. De acteurs kregen tijdens de opnames van de film de vrije hand van de schrijver en regisseur Elan Gamaker; op sommige momenten kregen ze wel leidende informatie en bij andere scènes juist niet, waardoor ze vooraf nooit wisten hoe de scènes zouden eindigen of hoe de film zou verlopen. De opnames van de film vonden plaats tijden de winter en zomer van 2013.
De film ging tijdens de 35e editie van de Durban International Film Festival in première, deze vond plaats van 17 tot en met 27 juli 2014.